# Der Bulle von Tölz: Krieg der Sterne
Krieg der Sterne (Arbeitstitel: Ein unfairer Kampf) ist ein deutscher Fernsehfilm von Wolfgang F. Henschel aus dem Jahr 2004 nach einem Drehbuch von Andreas Föhr und Thomas Letocha. Es ist die 48. Folge der Krimiserie Der Bulle von Tölz mit Ottfried Fischer als Hauptdarsteller in der Rolle des Hauptkommissars Benno Berghammer. Die Erstausstrahlung erfolgte am 17. März 2004 auf Sat.1.

## Handlung
Resi Berghammer gewinnt bei einer Tombola einen dreitägigen Gratisaufenthalt für zwei Personen im „Hotel Alpenschlößl“. Während dieser Zeit will sie die Heizung reparieren lassen; ihr Sohn Benno muss sie notgedrungen begleiten.
Nach ihrer Ankunft wird ein weiblicher Hotelgast, Frau Siechmann, von einem Stahlkorb erschlagen. Das Trageseil wurde aus seiner Führung gehebelt. Außerdem wurde das Notstromaggregat mit Zucker außer Gefecht gesetzt. Hauptkommissarin Sabrina Lorenz nimmt die Ermittlungen auf und spannt ihren Kollegen Benno Berghammer mit ein, obwohl er Urlaub hat. Rasch stellt sich heraus, dass der tödliche Anschlag eigentlich der Hotelchefin Clara Sailinger gegolten hat, die sich allseits unbeliebt macht, seit sie nach dem tödlichen Unfall ihres Mannes Wolfgang die Leitung des Hotels übernommen hat. Sie gibt Georg Mosbacher, ebenfalls Besitzer eines Hotels und zu Lebzeiten bester Freund ihres Mannes, die Schuld an dessen Tod. Dafür will sie ihn finanziell ruinieren, indem sie ihr Hotel vergrößert.
Tags darauf wird Frau Sailinger nach einem Autounfall ins Krankenhaus eingeliefert; die Bremsschläuche waren angeschnitten. Sie erteilt ihrem Sohn Roland eine Vollmacht und schickt ihn zur Bank, um den Kreditvertrag für den Erweiterungsbau zu unterschreiben; doch der hat ganz andere Pläne und zieht den Antrag zurück. Er will nämlich mit seiner Freundin, dem eifersüchtigen Zimmermädchen Yvonne, weit wegziehen und eine Band gründen.
Georg Mosbacher hat Roland Sailinger in der Hand, weil dieser bei dem tödlichen Unfall seines Vaters am Steuer gesessen hat, und nicht Mosbacher, wie die offizielle Version lautet. Er befindet sich in finanziellen Schwierigkeiten und nötigt den jungen Sailinger dazu, seinen Anteil am Hotel an den Bauunternehmer Anton Rambold zu verkaufen und ihm einen Teil des Erlöses mit fairen Zinsen zu borgen.
Mosbacher erzählt Benno Berghammer und Sabrina Lorenz, dass die Hotelkellnerin Annika von Wolfgang Sailinger schwanger ist und bei dem tödlichen Unfall ebenfalls im Auto gesessen hat. Wolfgang habe gesagt, er, Mosbacher, solle Annika wegbringen, damit Clara nichts von seiner Affäre erfahre. Dabei hätten die Beteiligten übersehen, dass Wolfgang eine schwere Wunde am Bein hatte, und so sei er verblutet. Zudem erfahren die Kommissare, dass das Zimmermädchen Yvonne eine Kfz-Mechanikerlehre begonnen, aber nicht abgeschlossen hat. Somit verfügt sie über die nötigen Fähigkeiten zum Verüben der Anschläge.
Als Roland Sailinger und Anton Rambold den Kaufvertrag besiegeln wollen, stürmt Yvonne herein und beschuldigt ihren Freund, die Kellnerin Annika geschwängert zu haben; sie habe gesehen, wie er sie zum Frauenarzt begleitet habe. Er habe sie betrogen und wolle nun mit Annika durchbrennen. Als sie den Raum verlässt, fangen die Kommissare sie ab. Yvonne legt indirekt ein Geständnis ab, indem sie sagt, Frau Sailinger habe sie wie Dreck behandelt.

## Hintergrund
Die Dreharbeiten wurden in Bad Tölz und Söll (Tirol) durchgeführt; als Schauplatz für die „Pension Resi“ diente das Hollerhaus Irschenhausen.

## Kritik
Die Programmzeitschrift TV Spielfilm schreibt: „Bewährter Mix aus bayrischer Mundart und leichter Krimispannung.“